# 津別森林鉄道
津別森林鉄道（つべつしんりんてつどう）は、北海道網走郡津別町内にあった森林鉄道。

## 概要
1925年（大正14年）の国鉄相生線の全通を受け、他の北海道内の森林鉄道各線と同様、北海道庁拓殖部林務課によって建設が計画された。
計画当時、津別町の域内には28,000ヘクタールもの広大な国有林が存在し、良質なカラマツ材を産出したが、適切な輸送手段を欠いていた。
本鉄道はその問題を解決すべく計画されたもので、1926年（大正15年）5月に着工、翌1927年（昭和2年）に完成した。
管轄・運営は当初は網走営林区署津別森林監守駐在所が担当し、1947年（昭和22年）の林政統一後は林野庁北見営林局津別営林署が設置されて担当した。
路線は国鉄相生線津別駅に隣接して設けられた津別貯木場から津別川に沿って津別国有林内に至る延長21.4kmの本線と、国有林内に展開された延長22.4kmの本線延長区間、それに作業軌道などで構成され、軸配置Cの10t級タンク式蒸気機関車が開業時に2両、1937年（昭和12年）から1939年（昭和14年）にかけて3両、それぞれ導入され、戦後の無煙化まで使用された。
本鉄道は開業以来国有林の豊富な森林資源を背景として順調に運行されていたが、戦後、1954年（昭和29年）5月と同年9月に北海道を襲った低気圧および台風15号によって、本鉄道を取り巻く状況は一変した。
これらの災害により、道内、特に北見営林所管内の森林を中心に伐採適齢期の高齢木が大量になぎ倒され、当該各地域の森林鉄道はその風倒木処理とその輸送に本鉄道はフル稼働を強いられたのである。
この風倒木処理の過程では、1955年（昭和30年）以降北見営林局管内の森林鉄道各線について、協三工業製10t級ディーゼル機関車が本州の各営林署からの応援分も含め大量導入された。本鉄道についても1956年（昭和31年）にディーゼル化され、1957年度（昭和32年度）には開業以来の蒸気機関車が全廃されるなど、近代化が急速に進展した。
しかし、倒木処理が一段落付いた後は津別国有林内の伐採可能な高齢木が皆無に等しくなったため輸送量が激減し、1963年（昭和38年）5月にトラック輸送への転換の上で全線廃止された。

## 廃止後の状況
ほとんどが畑・道路になっている。ごくわずかに橋脚が残る。
なお、本鉄道で使用された協三工業製ディーゼル機関車の内1両は、本鉄道の廃止後1964年（昭和39年）4月に北見営林局津別営林署から長野営林局上松運輸営林署へ移管され、No.141として1975年（昭和50年）5月30日の王滝森林鉄道廃止まで在籍した。
その後は同年12月をもって車籍抹消されたが、群馬県沼田市の林野庁森林技術総合研修所林業機械化センターに収蔵・展示され、現在は修復作業中に判明した新造時の塗色と見られる濃紺一色の姿に復元の上、保存されている。